# جوائز اللعبة 2019
جوائز اللعبة 2019 (بالإنجليزية: The Game Awards 2019) كانت حفل توزيع جوائز قام بتكريم أفضل ألعاب الفيديو لعام 2019. قام باستضافة الحدث جيف كيلي في مسرح مايكروسوفت بمدينة لوس أنجلوس في 12 ديسمبر 2019، وحصد مشاهدات تتجاوز 45 مليون مشاهد على الإنترنت. فازت لعبة الذئب ذو الذراع الواحد: الأشباح تموت مرتين بجائزة لعبة العام، في حين أن لعبة جنة الملهى كانت الأكثر فوزًا بالجوائز حيث أنها حصدت 4 جوائز. بالإضافة إلى الجوائز، كُشِف النقاب عن عدة ألعاب جديدة خلال الحدث.

## التقديم
أُقيمت جوائز اللعبة 2019 على مسرح مايكروسوفت بمدينة لوس أنجلوس في 12 ديسمبر 2019، قام باستضافتها وإنتاجها الصحفي الكندي المهتم بشئون الألعاب جيف كيلي. عُرض الحفل بالبث المباشر عالميًا في أكثر من 50 دول عبر خدمات عديدة، مثل يوتيوب و‌تويتش، بوجود عرض مسبق استضافته سيدني غودمان. عُرض الحفل بالبث المباشر على التلفاز لأول مرة في الهند على قناة إم تي في الهندية، وهو سوق نامٍ ملحوظ لصناعة ألعاب الفيديو. بالإضافة إلى ذلك، عُرض الحفل بالتوازي في دور عرض سينمارك في الولايات المتحدة الشراكة مع سوني بيكتشرز. شاهد الحفل أكثر من 45.2 مليون مشاهد عبر البث المباشر، منهم 7 ملايين مشاهد متوازٍ، مما قدم زيادة 73% عن عدد مشاهدات جوائز اللعبة 2018 التي وصلت إلى 26.2 مليون. بالإضافة إلى ذلك، وصل عدد أصوات المعجبين إلى 15.5 مليون، وهو ما يمثل زيادة 50% عن الحفل السابق كذلك.
بالتعاون مع الحدث، أُقيم مهرجان ألعاب افتراضي على الإنترنت من 12 وحتى 14 ديسمبر. أثناء هذه الفترة، عدة ألعاب مستقبلية كان لديها طور تجريبي مجاني عبر ستيم والتي كانت متاحة للعب فقط أثناء المهرجان. صرح كيلي عن نواياه لتوسيع مهرجان الألعاب هذا ليشمل كل المنصات الرقمية لجوائز 2020.
حظي الحفل بعدة ضيوف ليقدموا الجوائز، منهم رئيس فرع نينتندو الأمريكي السابق ريجي فيس-إميه ولاعب السلة ستيفن كاري والمخرج السينمائي جوناثان نولان والممثلين نورمان ريديس و‌فين ديزل و‌ميشيل رودريغز وشخصيات ذا موبيتس بنسن عسل النحل و‌بيكر وآخرين. بالإضافة إلى أوركسترا جوائز اللعبة، تضمن الحفل عروضًا موسيقية من أداء تشرشز بأغنيتهم للعبة الموت المحاصر و‌غرايمس بأغنيتها المركبة للعبة سايبر بانك 2077 و‌غرين دي للترويج لحزمة محتوى من سيف النبضات تتميز بأغنيتهم.

### إعلانات الألعاب
استمر حفل جوائز اللعبة 2019 بعادته في الإعلان عن عدة ألعاب جديدة مع تحديثات للألعاب الموجودة مسبقًا، من ضمنها تكتيكات التروس و‌أوري وإرادة الخصلات و‌شبح تسوشيما و‌الجنس البشري و‌لا مزيد من الأبطال 3 و‌تحكم و‌إطار الحرب و‌السحر: ساحة التجمع و‌سايبر بانك 2077 و‌أساطير القمة و‌الصحراء السوداء و‌عالم جديد و‌سيف النبضات. كانت تخطط فالف أيضًا لاستعراض نصف حياة: أليكس في الحفل، ولكنها سحبتها قبل الحدث بعدة ساعات لأسباب غير معلنة.
تضمنت الألعاب المعلنة حديثًا:
| - شجاعة بالافتراض 2 - التقاء: قصة من عصبة الأساطير - الزنازين والتنانين: التحالف المظلم - مفترق السرعة والغضب - غدفول - السحر: الأساطير | - ناراكا: نقطة النصل - تسعة إلى خمسة - طريق المحارب - مقدمة - الملك المخرب: قصة من عصبة الأساطير | - ملحمة سنوا: نصل الجحيم 2 - أبناء الغابة - محاكي الجراح 2 - المتنافسون المطلقون: حلبة التزلج - الغرب الأمريكي الغريب - الذئب بيننا 2 |

بالإضافة إلى ذلك، كشفت مايكروسوفت عن منتجها الأول من الجيل الرابع من منصات إكس بوكس والذي يلي إكس بوكس ون - المعروف سابقًا باسم مشروع سكارلت - ويسمى إكس بوكس سيريس إكس، بإصدار مخطط له في أواخر 2020. وتأكد إصدار غدفول على أنها أول لعبة لمنصة بلاي ستيشن 5، والذي مخطط له أن يصدر في نفس الفترة.

## الجوائز
أُعلن عن المرشحين يوم 19 نوفمبر 2019، وأي لعبة تصدر في يوم 15 نوفمبر أو قبله مؤهلة لأن تُؤخذ بعين الاعتبار. تقوم لجنة تتكون من 80 وسيلة إعلامية عالمية بتصنيف المرشحين للجوائز الرئيسية، و17 وسيلة إعلامية لفئات الرياضة الإلكترونية. وكان بإمكان المستخدمين التصويت للفئات بين 19 نوفمبر و11 ديسمبر؛ حيث أن أصوات المعجبين تُحسب بنسبة 10% من حصيلة الأصوات النهائية، و90% المتبقية تأتي من لجنة التحكيم. الاستثناء الوحيد كان جائزة صوت اللاعب، والتي كان التصويت بها بالكامل للمعجبين وبها عملية ترشيح مكونة من 3 جولات والتي تبدأ بأربع وعشرين لعبة وتنتهي بأربعة ألعاب. بالإضافة إلى ذلك، تضمن الحفل جوائز شرفية جديدة باسم جائزة مواطني الألعاب العالميين والتي تُمنح لأولئك الذين استخدموا ألعاب الفيديو لمصلحة مجتمعاتهم.
بعد إعلانات الترشيحات لحفل 2019، كان هناك بعض المخاوف المتعلقة من سوء التصرف المحتمل بسبب عدد من الترشيحات، منها لعبة العام، التي ترشحت لها الموت المحاصر، أول مشروع لكوجيما برودكشنز بعد انفصالها عن كونامي. كان كيلي منتفحًا حول علاقة صداقته بالمخرج هيديو كوجيما في الماضي، حيث أضاف كوجيما لكيلي ظهورًا شرفيًا في اللعبة. عندما ظهرت هذه العلاقات للسطح، كرر كيلي على وسائل التواصل الاجتماعي أنه ليس له أي دور في ترشيحات لجنة التحكيم أو اختيار الجوائز، مصرحًا أنه منذ أن اضطر للعمل من كثب مع المطورين والناشرين للإعداد للحفل، فإنه يبقي نفسه بعيدًا أي عملية اختيار. بالإضافة إلى ذلك، في حين أن كوجيما ضمن اللجنة الاستشارية لجوائز الألعاب، أكد كيلي أنه ليس للجنة أي تأثير مباشر على الاختيارات.
الألعاب والأشخاص بالخط الغليظ يمثلون الفائزين في كل فئة.

### ألعاب الفيديو
| لعبة العام | أفضل إخراج لعبة |
| --- | --- |
| - الذئب ذو الذراع الواحد: الأشباح تموت مرتين – فروم سوفتوير و‌أكتيفجن - تحكم – ريميدي إنترتينمنت و‌505 غيمز - الموت المحاصر – كوجيما برودكشنز و‌سوني إنتراكتيف إنترتينمنت - الشر المقيم 2 – كابكوم - سوبر سماش برذرز ألتميت – بانداي نامكو إنترتينمنت و‌سورا ليمتد و‌نينتندو - العوالم الخارجية – أوبسيديان إنترتنمنت و‌بريفيت ديفيجن | - الموت المحاصر – كوجيما برودكشنز و‌سوني إنتراكتيف إنترتينمنت - تحكم – ريميدي إنترتينمنت و‌505 غيمز - الشر المقيم 2 – كابكوم - الذئب ذو الذراع الواحد: الأشباح تموت مرتين – فروم سوفتوير و‌أكتيفجن - البراري الخارجية – موبياس ديجيتال و‌أنابورنا إنتراكتيف                                             |
| أفضل لعبة مستمرة | أفضل سرد |
| - فورتنايت – إبيك غيمز - أساطير القمة – ريسباون إنترتينمنت و‌إلكترونيك آرتس - المصير 2 – بنجي - الخيال النهائي 14 – سكوير إنكس - توم كلانسي حصار قوس قزح ستة – يوبي سوفت | - جنة الملهى – زا/وم - حكاية الطاعون: البراءة – أسوبو ستوديو و‌فوكس هوم إنتراكتيف - تحكم – ريميدي إنترتينمنت و‌505 غيمز - الموت المحاصر – كوجيما برودكشنز و‌سوني إنتراكتيف إنترتينمنت - العوالم الخارجية – أوبسيديان إنترتنمنت و‌بريفيت ديفيجن                                                          |
| أفضل فن إخراجي | أفضل موسيقى تصويرية |
| - تحكم – ريميدي إنترتينمنت و‌505 غيمز - الموت المحاصر – كوجيما برودكشنز و‌سوني إنتراكتيف إنترتينمنت - غريس – ستديو نومادا و‌ديفوليفر ديجيتال - قلوب سايونارا البرية – سيموغو و‌أنابورنا إنتراكتيف - الذئب ذو الذراع الواحد: الأشباح تموت مرتين – فروم سوفتوير و‌أكتيفجن - أسطورة زيلدا: صحوة لينك – غريزو و‌نينتندو                   | - الموت المحاصر – كوجيما برودكشنز و‌سوني إنتراكتيف إنترتينمنت - إيقاع هيرول – بريس يورسلف غيمز و‌نينتندو - ديفل ماي كراي 5 – كابكوم - قلوب المملكة 5 – سكوير إنكس - قلوب سايونارا البرية – سيموغو و‌أنابورنا إنتراكتيف                                                                                 |
| أفضل تصميم صوتي | أفضل أداء تمثيلي |
| - نداء الواجب: الحرب الحديثة – إنفنتي وورد و‌أكتيفجن - تحكم – ريميدي إنترتينمنت و‌505 غيمز - الموت المحاصر – كوجيما برودكشنز و‌سوني إنتراكتيف إنترتينمنت - التروس 5 – كوليشن و‌إكس بوكس غيم ستوديوز - الشر المقيم 2 – كابكوم - الذئب ذو الذراع الواحد: الأشباح تموت مرتين – فروم سوفتوير و‌أكتيفجن                                   | - مادس ميكلسن بدور كليف – الموت المحاصر - أشلي بورتش بدور بارفاتي هولكوم – العوالم الخارجية - كورتني هوب بدور جيسي فادن – تحكم - لورا بايلي بدور كيت دياز – التروس 5 - ماثيو بوريتا بدور د. كاسبر دارلنغ – تحكم - نورمان ريديس بدور سام بورتر بريدجز – الموت المحاصر                                |
| ألعاب مؤثرة | أفضل لعبة مستقلة |
| - غريس – ستديو نومادا و‌ديفوليفر ديجيتال - الجني الملموس – بكسل أوبس و‌سوني إنتراكتيف إنترتينمنت - كلمات طيبة – بوبكانيبال - الحياة الغريبة 2 – دونتنود للترفيه و‌سكوير إنكس - بحر العزلة – جو-ميه غيمز و‌إلكترونيك آرتس | - جنة الملهى – زا/وم - بابا هو أنت – همبولي - كاتانا زيرو – أسكيسوفت و‌ديفوليفر ديجيتال - البراري الخارجية – موبياس ديجيتال و‌أنابورنا إنتراكتيف - لعبة أوزة بلا عنوان – هاوس هاوس و‌بانيك |
| أفضل لعبة محمول | أفضل لعبة واقع افتراضي |
| - نداء الواجب: المحمول – إستديوهات تيمي و‌أكتيفجن - حجر الشحذ – كابي بارا غيمز - قلوب سايونارا البرية – سيموغو و‌أنابورنا إنتراكتيف - السماء: أطفال الضوء – ذات جيم كومباني - ما الغولف؟ – ترايباند | - سيف النبضات – بيت غيمز - غضب آسغارد – سانزارو غيمز و‌إستديوهات أوكلوس - الدماء والحقيقة – إس آي إي لندن ستديو و‌سوني إنتراكتيف إنترتينمنت - سماء مهجورة – هالو غيمز - تروفر ينقذ الكون – سكوانش غيمز                                                                                                |
| أفضل لعبة أكشن | أفضل لعبة أكشن مغامرات |
| - ديفل ماي كراي 5 – كابكوم - أساطير القمة – ريسباون إنترتينمنت و‌إلكترونيك آرتس - السلسلة النجمية – بلاتينيوم غيمز و‌نينتندو - نداء الواجب: الحرب الحديثة – إنفنتي وورد و‌أكتيفجن - التروس 5 – كوليشن و‌إكس بوكس غيم ستوديوز - مترو الخروج – فور أيه جيمز و‌ديب سيلفر                                                                | - الذئب ذو الذراع الواحد: الأشباح تموت مرتين – فروم سوفتوير و‌أكتيفجن - الأراضي الحدودية 3 – جيربوكس سوفتوير و‌تو كي جيمز - تحكم – ريميدي إنترتينمنت و‌505 غيمز - الموت المحاصر – كوجيما برودكشنز و‌سوني إنتراكتيف إنترتينمنت - الشر المقيم 2 – كابكوم - أسطورة زيلدا: صحوة لينك – غريزو و‌نينتندو       |
| أفضل لعبة تقمص أدوار | أفضل لعبة قتال |
| - جنة الملهى – زا/وم - الخيال النهائي 14 – سكوير إنكس - قلوب المملكة 5 – سكوير إنكس - عالم صائد الوحوش: الجليدي – كابكوم - العوالم الخارجية – أوبسيديان إنترتنمنت و‌بريفيت ديفيجن | - سوبر سماش برذرز ألتميت – بانداي نامكو إنترتينمنت و‌سورا ليمتد و‌نينتندو - حي أو ميت 6 – تيم نينجا و‌كوي تيكمو - جامب فورس – سبايك شونسوفت و‌بانداي نامكو إنترتينمنت - القتال المميت 11 – نيثرريلم ستوديوز و‌وارنر برذرز إنترآكتيف إنترتيمنت - ساموراي شوداون – إس إن كي و‌أثلون غيمز                    |
| أفضل لعبة عائلية | أفضل لعبة إستراتيجية |
| - منزل لويجي 3 – نيكست ليفل غيمز و‌نينتندو - مغامرة حلقة اللياقة – نينتندو - سوبر ماريو ميكر 2 – نينتندو - سوبر سماش برذرز ألتميت – بانداي نامكو إنترتينمنت و‌سورا ليمتد و‌نينتندو - عالم يوشي المصنوع – غود-فيل و‌نينتندو | - شعار النار: الدور الثلاثة – إنتيليجنت سيستمز و‌كوي تيكمو و‌نينتندو - عصر العجائب: سقوط الكوكب – إستديوهات ترايمف و‌بارادوكس إنتراكتيف - آنو 1800 – يوبي سوفت بلو بايت - الحرب الشاملة: الممالك الثلاث – ذا كريتيف أسمبلي و‌سيغا - تروبيكو 6 – ليمبيك إنترتنمنت و‌كاليبسو ميديا - أخدود الحرب – تشاكلفش |
| أفضل لعبة رياضية وسباقات | أفضل لعبة جماعية |
| - كراش تيم رايسنغ نايترو-فيولد – بينوكس و‌أكتيفجن - سباق الوحل 2.0 – كودماسترز - كرة قدم المحترفين المتطورة 2020 – بيس برودكشنز و‌كونامي - ف1 2019 – كودماسترز - فيفا 20 – إي أيه سبورتس | - أساطير القمة – ريسباون إنترتينمنت و‌إلكترونيك آرتس - الأراضي الحدودية 3 – جيربوكس سوفتوير و‌تو كي جيمز - نداء الواجب: الحرب الحديثة – إنفنتي وورد و‌أكتيفجن - تتريس 99 – أريكا و‌نينتندو - توم كلانسي الفرقة 2 – يوبي سوفت ماسيف                                                                      |
| أفضل لعبة مستقلة أولى | أفضل دعم مجتمعي |
| - زا/وم للعبة جنة الملهى - ديدتوست إنترتينمنت للعبة صديقي بيدرو - هاوس هاوس للعبة لعبة أوزة بلا عنوان - ميغاكريت للعبة اذبح المستدقة - موبياس ديجيتال للعبة البراري الخارجية - ستديو نومادا للعبة غريس | - المصير 2 – بنجي - أساطير القمة – ريسباون إنترتينمنت و‌إلكترونيك آرتس - الخيال النهائي 14 – سكوير إنكس - فورتنايت – إبيك غيمز - توم كلانسي حصار قوس قزح ستة – يوبي سوفت |
| أفضل صانع محتوى في العام | صوت اللاعب |
| - مايكل جرزيسيك "شراود" - جاك دنلوب "كاريدج" - بنيامين لوبو "د. لوبو" - سوليل ويلر "إوُك" - ديفيد مارتينيز "غريفغ" | - شعار النار: الدور الثلاثة – إنتيليجنت سيستمز و‌كوي تيكمو و‌نينتندو - الموت المحاصر – كوجيما برودكشنز و‌سوني إنتراكتيف إنترتينمنت - جيداي حرب النجوم: التنظيم الساقط – ريسباون إنترتينمنت و‌إلكترونيك آرتس - سوبر سماش برذرز ألتميت – بانداي نامكو إنترتينمنت و‌سورا ليمتد و‌نينتندو                     |

### الرياضة الإلكترونية
| أفضل لعبة رياضة إلكترونية | أفضل رياضي إلكتروني |
| --- | --- |
| - عصبة الأساطير – ريوت غيمز - الهجوم المضاد: العدوان العالمي – فالف - دفاع القدماء 2 – فالف - فورتنايت – إبيك غيمز - أوفرواتش – بليزارد إنترتينمنت                                           | - كايل غيرسدورف "بوغا" (سنتينلز، فورتنايت) - لي سانغ-هيوك "فيكر" (إس كيه تليكوم تي 1، عصبة الأساطير) - لوكا بركوفيتش "بيركس" (جي 2 إي سبورتس، عصبة الأساطير) - أوليكساندر كوستيليف "س1مبل" (ناتوس فينسير، الهجوم المضاد: العدوان العالمي) - جاي ون "سيناترا" (سان فرانسيسكو شوك، دوري أوفرواتش)                                                   |
| أفضل فريق رياضي إلكتروني | أفضل مدرب رياضي إلكتروني |
| - جي 2 إي سبورتس (عصبة الأساطير) - أستراليس (الهجوم المضاد: العدوان العالمي) - أو جي (دفاع القدماء 2) - سان فرانسيسكو شوك (دوري أوفرواتش) - تيم ليكويد (الهجوم المضاد: العدوان العالمي)      | - داني سورنسن "زونيك" (أستراليس، الهجوم المضاد: العدوان العالمي) - إريك هواغ "أدرن" (تيم ليكويد، الهجوم المضاد: العدوان العالمي) - نوري جانغ "كين" (تيم ليكويد، عصبة الأساطير) - فابيان لومان "غرابز" (جي 2 إي سبورتس، عصبة الأساطير) - كيم جونغ-غيون "ككوما" (إس كيه تليكوم تي 1، عصبة الأساطير) - تطوان ميرلوز "سوكشكا" (أو جي، دفاع القدماء 2) |
| أفضل حدث رياضي إلكتروني | أفضل مضيف رياضة إلكترونية |
| - بطولة العالم لعصبة الأساطير 2019 - النهائي الكبير لدوري أوفرواتش 2019 - إيفو 2019 - كأس العالم لفورتنايت - موسم إنتل الأسياد الأشداء الثالث عشر - بطولة كاتوفيتسه 2019 - بطولة العالم 2019 | - إيفجي ديبورتيري "شوكز" - أليكس منديز "غولدنبوي" - أليكس ريتشاردسون "ماشين" - دوان يو-شوانغ "كانديس" - بول شالونر "رد آي" |

### جوائز شرفية
| مواطنو الألعاب العالميين |
| --- |
| - فرشته فروغ، كود تو إنسباير - ديمون باكوود، غيمهيدز - لوك، لتس بي ول - فانيسا جيل، سوشيال سايفر - ستيفن ماتشوجا ومات برغندال، ستاك أب |

## ألعاب لها عدة جوائز وترشيحات
| الترشيحات | اللعبة                                     |
| --------- | ------------------------------------------ |
| 10        | الموت المحاصر                              |
| 8         | تحكم                                       |
| 5         | الذئب ذو الذراع الواحد: الأشباح تموت مرتين |
| 4         | أساطير القمة                               |
| 4         | جنة الملهى                                 |
| 4         | العوالم الخارجية                           |
| 4         | الشر المقيم 2                              |
| 4         | سوبر سماش برذرز ألتميت                     |
| 3         | نداء الواجب: الحرب الحديثة                 |
| 3         | الخيال النهائي 14                          |
| 3         | فورتنايت                                   |
| 3         | التروس 5                                   |
| 3         | غريس                                       |
| 3         | البراري الخارجية                           |
| 3         | قلوب سايونارا البرية                       |
| 2         | الأراضي الحدودية 3                         |
| 2         | ديفل ماي كراي 5                            |
| 2         | شعار النار: الدور الثلاثة                  |
| 2         | قلوب المملكة 3                             |
| 2         | أسطورة زيلدا: صحوة لينك                    |
| 2         | توم كلانسي حصار قوس قزح ستة                |
| 2         | لعبة أوزة بلا عنوان                        |

| الجوائز | اللعبة                                     |
| ------- | ------------------------------------------ |
| 4       | جنة الملهى                                 |
| 3       | الموت المحاصر                              |
| 2       | شعار النار: الدور الثلاثة                  |
| 2       | الذئب ذو الذراع الواحد: الأشباح تموت مرتين |

## وصلات خارجية
- جوائز اللعبة 2019 على موقع IMDb (الإنجليزية)

- الموقع الرسمي